# Jeffrey Archer
Jeffrey Howard Archer, baron Archer Weston-super-Mare (ur. 15 kwietnia 1940) – brytyjski polityk, angielski autor poczytnych powieści z wątkiem sensacyjnym.
W latach 60. XX wieku trenował lekką atletykę (biegi sprinterskie i płotkarskie) w barwach Oxford University Athletic Club, był też sekretarzem i prezesem tego klubu. Reprezentował także Wielką Brytanię w meczach międzypaństwowych.
W latach 1969–1974 zasiadał w Izbie Gmin. Od września 1985 roku do października 1986 roku wiceprzewodniczący Partii Konserwatywnej.

## Utwory

### CyklKane i Abel
- 1979 – Kane i Abel (Kane and Abel)
- 1982 – Córka marnotrawna (The Prodigal Daughter)
- 1986 – Czy powiemy pani prezydent? (Shall We Tell the President?), zmieniona i dostosowana do cyklu powieść Czy powiemy prezydentowi?, wydana w 1977

### Kroniki rodziny Cliftonów
- 2011 – Czas pokaże (Only Time Will Tell)
- 2012 – Za grzechy ojca (The Sins of the Father)
- 2013 – Sekret najpilniej strzeżony (Best Kept Secret)
- 2014 – Ostrożnie z marzeniami (Be Careful What You Wish For)
- 2015 – Potężniejszy od miecza (Mightier than the Sword)
- 2016 – W godzinie próby (Cometh the Hour)
- 2017 – To był człowiek! (This Was a Man)

### Dziennik więzienny
- 2002 – Dziennik więzienny (A Prison Diary)
- 2003 – Dziennik więzienny II (A Prison Diary II)
- 2004 – Dziennik więzienny III (A Prison Diary III)

### Pozostałe
- 1976 – Co do grosza (Not a penny more, not a penny less)
- 1984 – Pierwszy między równymi (First Among Equals)
- 1986 – Sprawa honoru (A Matter of Honour)
- 1991 – Prosto jak strzelił (As the Crow Flies)
- 1993 – Złodziejski honor (Honour Among Thieves) (Wyd. pol. w 2004 w tłum. Andrzeja Szulca)
- 1996 – Stan czwarty (The Fourth Estate)
- 1998 – Jedenaste przykazanie (The Eleventh Commandment)
- 2002 – Synowie fortuny (Sons of Fortune)
- 2006 – Tajemnica autoportretu, Fałszywe wrażenie (False Impression)
- 2007 – Ewangelia według Judasza (The Gospel According to Judas)
- 2008 – Więzień urodzenia (A Prisoner of Birth)
- 2009 – Ścieżki chwały (Paths of Glory)
- 2018 – I tak wygrasz (Heads You Win)

### Cykl: William Warwick
- 2019 – Nic bez ryzyka (Nothing Ventured)
- 2020 – Ukryte na widoku (Hidden in Plain Sight)
- 2021 – Przymknięte oko sprawiedliwości (Turn a Blind Eye)
- 2021 – Po moim trupie (Over My Dead Body)
- 2022 – Next in Line

### Zbiory opowiadań
- 1980 – Kołczan pełen strzał (A Quiver Full of Arrows)
- 1988 – Na kocią łapę (A twist in the Tale)
- 1994 – Dwanaście fałszywych tropów (Twelve Red Herrings)
- 2000 – Krótko mówiąc (To Cut a Long Story Short)
- 2006 – Zasłyszane w kiciu i gdzie indziej (Cat O’Nine Tales)
- 2010 – Ale to nie wszystko (And Thereby Hangs a Tale)

## Ciekawostki
Druga w dorobku książka Archera – Czy powiemy prezydentowi? (Shall We Tell the President?) – została napisana w 1976 roku, a jej treść miała się rozgrywać w pięć lat później, przy czym centralną postacią, dokoła której obraca się intryga powieści, miał być Ted Kennedy, na tamte czasy i według panującej ówcześnie powszechnej opinii najprawdopodobniejszy kandydat na następnego prezydenta Stanów Zjednoczonych, zwycięzca wyborów z 1980 roku. Przewidywania te nie spełniły się, a zwycięzcą (i 40. prezydentem USA) został Ronald Reagan. Tłumacz polskiego wydania książki, Stefan Wilkosz, przystępując do jej tłumaczenia w 1982 roku znał te fakty i dokonał (za zgodą autora) licznych zmian, poprawek, korekt i aktualizacji treści. Jeffrey Archer bardzo zainteresował się wprowadzanymi przez polskiego tłumacza zmianami, a zainteresowanie to doprowadziło do wydania poważnie zmienionej wersji powieści. Jej akcja toczy się w ostatnim dziesięcioleciu XX wieku. Zamiast Edwarda Kennedy’ego, który odszedł w polityczną niepamięć, prezydentem Ameryki po raz pierwszy w jej historii została kobieta, Polka – Florentyna Kane, córka polskich emigrantów Abla i Zofii Rosnowskich. Tym samym nowa wersja książki, zatytułowana już w polskim wydaniu jako Czy powiemy pani prezydent? stała się kontynuacją i zakończeniem trylogii, na którą składają się wydane po oryginale, a przed wydaniem zmienionej wersji, powieści pt. Kane i Abel i Córka marnotrawna.
Oryginalna wersja książki rozpoczyna się od zaprzysiężenia Edwarda Kennedy na następnego prezydenta USA, na miejsce ustępującego – Ronalda Reagana. Jeffrey Archer uczynił w swojej (napisanej w 1976 roku) książce prezydentem człowieka, który faktycznie stał się nim dopiero w 1980 roku, a w prawyborach przed tymi wyborami pokonał Edwarda Kennedy’ego, czyli bohatera oryginalnej wersji książki.
Jedna z bohaterek trzecioplanowych książki Tajemnica autoportretu (False Impression), dobrze zapowiadająca się rumuńska malarka, nosi w polskim wydaniu imię i nazwisko jednej z tłumaczek książki. Decyzja o wprowadzeniu takiej zmiany (zapewne za akceptacją autora) wydaje się być ruchem dość odważnym, biorąc pod uwagę, że ani imię Danuta, ani tym bardziej nazwisko – Sękalska – nie ma wiele wspólnego z językiem rumuńskim.